# Picris
Picris L., 1753 è un genere di piante angiosperme dicotiledoni della famiglia delle Asteraceae.

## Etimologia
Il nome del genere (Picris) deriva da una parola greca (pikros) il cui significato è "amaro" e si riferisce al sapore aspro della pianta.

Il nome scientifico attualmente accettato è stato proposto da Carl von Linné (1707 – 1778) biologo e scrittore svedese, considerato il padre della moderna classificazione scientifica degli organismi viventi, nella pubblicazione Species Plantarum del 1753.

## Descrizione

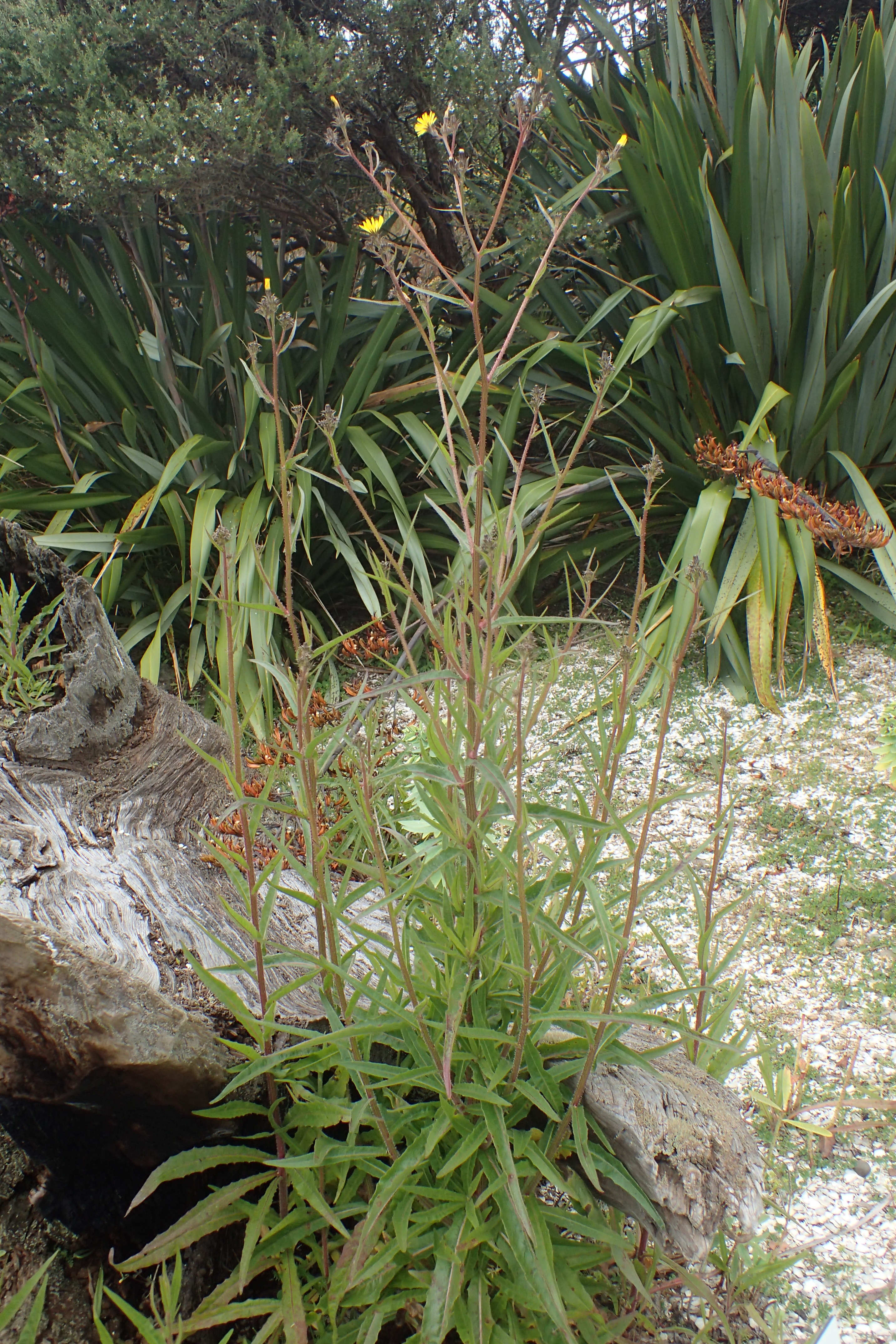
Il portamento
Picris burbidgeae

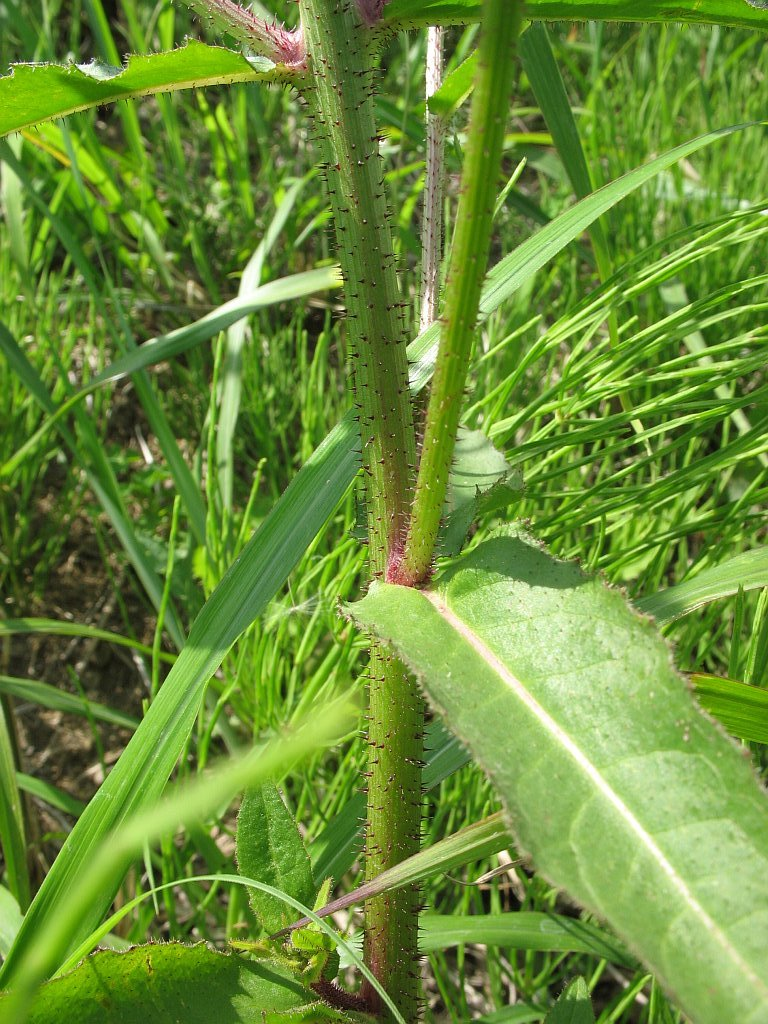
Le foglie
Picris hieracioides

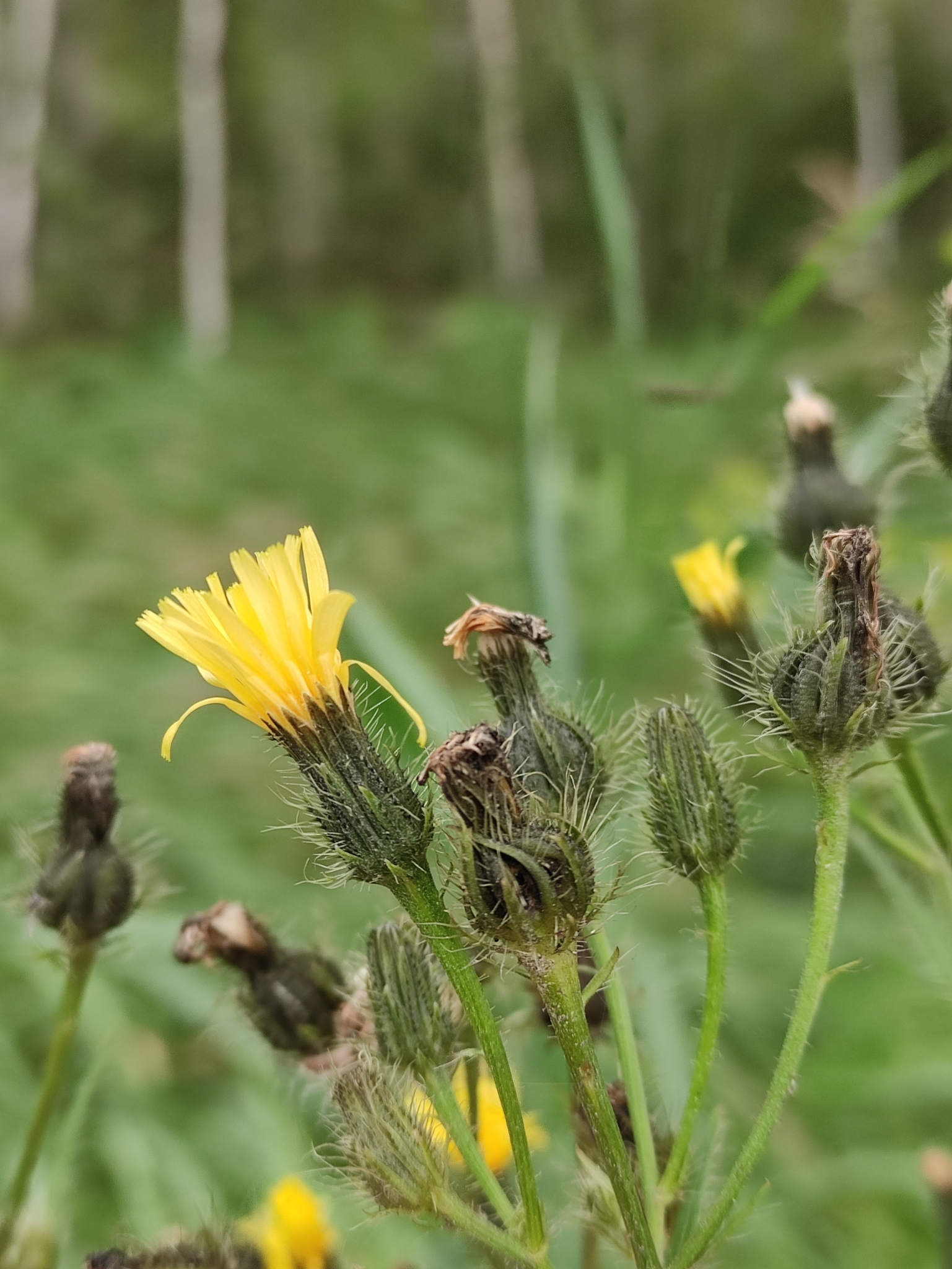
Infiorescenza
Picris davurica

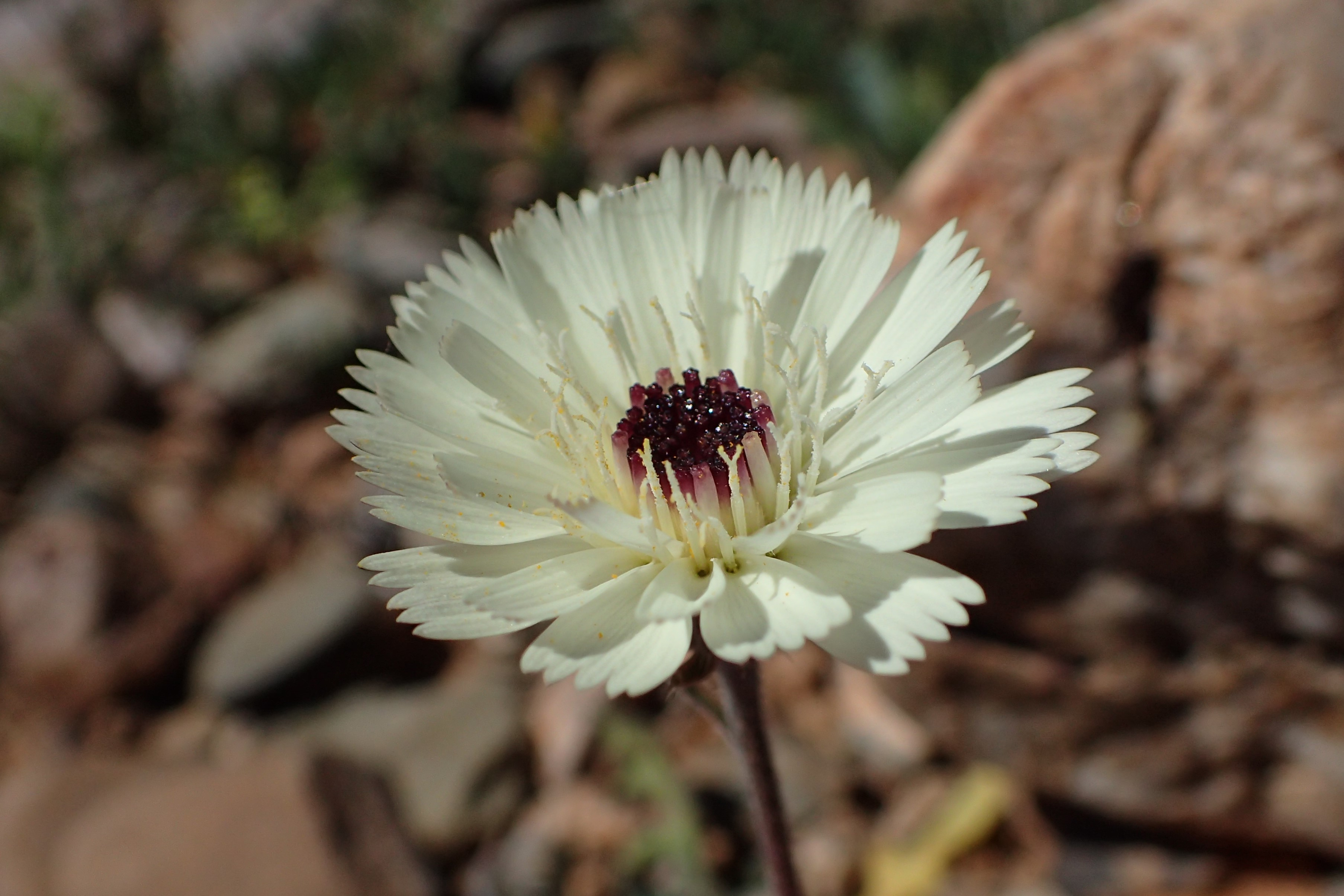
I fiori
Picris albida

Habitus. La forma biologica prevalente è emicriptofita scaposa (H scap), ossia sono piante perenni, con gemme svernanti al livello del suolo e protette dalla lettiera o dalla neve. Sono presenti anche specie con ciclo biologico annuale come terofite scapose (T scap) o bienne come emicriptofite bienni (H bienn). Queste piante sono provviste di peli rigidi a forma d'àncora (con due punte) oppure (più raramente) peli semplici.
Radici. Le radici sono del tipo fascicolato a volte sono rizomatose.
Fusto. La parte aerea del fusto è eretta e solitaria e mediamente ramoso-corimbosa con capolini terminali. L'altezza di queste piante varia da 2 - 3 dm a 8 dm (massimo 1 metro).
Foglie. Le foglie si dividono in basali e in cauline e sono disposte in modo alterno. Quelle basali sono picciolate ed hanno una lamina a contorno spatolato; i bordi sono grossolanamente dentati oppure sono lobati o anche profondamente laciniati; alla fioritura spesso queste foglie sono assenti. Le foglie cauline sono da sessili a amplessicauli con la lamina a contorno da ellittico a lanceolato e bordo dentato; quelle superiori sono minori e di tipo lineare-lanceolato e con bordi più o meno interi.
Infiorescenza. Le infiorescenze sono composte da diversi capolini peduncolati disposti in modo corimboso (o in lassi racemi - infiorescenze allungate). I peduncoli in alcune specie s'ingrossano alla fruttificazione. I capolini sono formati da un involucro a forma di bicchiere (svasato nella parte alta) oppure campanulato-urceolato composto da brattee (o squame) disposte in modo embricato (o a spirale) all'interno delle quali un ricettacolo fa da base ai fiori tutti ligulati. Le squame si dividono in esterne ed in interne. Quelle esterne sono una dozzina sono tutte verdi ed hanno le punte rivolte verso l'esterno e sono provviste di setole ispide oppure da un tomento grigio; la forma varia da lanceolata a lineare. Quelle interne (formano la parte più consistente dell'involucro) sono disposte su più serie; la forma è simile a quelle esterne ma con bordi più scariosi e apici acuti. Il ricettacolo è nudo (privo di pagliette a protezione della base dei fiori); la forma è da piatta a convessa.
Fiori. I fiori, da 20 a 50, sono tutti del tipo ligulato (il tipo tubuloso, i fiori del disco, presente nella maggioranza delle Asteraceae, qui è assente), sono tetra-ciclici (ossia sono presenti 4 verticilli: calice – corolla – androceo – gineceo) e pentameri (ogni verticillo ha 5 elementi). I fiori sono ermafroditi e zigomorfi.
- Formula fiorale:

*/x K {\displaystyle \infty }, [C (5), A (5)], G 2 (infero), achenio
- Calice: i sepali del calice sono ridotti ad una coroncina di squame.
- Corolla: i petali alla base sono saldati a tubo e terminano con una ligula a 5 denti (è la parte finale dei cinque petali saldati fra di loro). La corolla è gialla; la parte abassiale delle ligule più esterne può essere sfumata di rossastro.
- Androceo: gli stami sono 5 con filamenti liberi, mentre le antere sono saldate in un manicotto (o tubo) circondante lo stilo.[16] La base delle antere è acuta. Il polline è tricolporato.[17]
- Gineceo: gli stigmi dello stilo sono due divergenti. La superficie stigmatica è posizionata internamente (vicino alla base).[18] L'ovario è infero uniloculare formato da 2 carpelli.

Frutti. I frutti sono degli acheni con pappo facilmente caduco (almeno nei fiori centrali). Gli acheni, con forme da fusiforme a strettamente ellissoidi, di colore marrone e glabri possiedono delle striature trasversali (o 5 - 10 coste) e nella parte apicale a volte sono strozzati. In alcuni casi è presente un becco ben sviluppato in altri è quasi assente - becco subnullo. Il pappo, colorato da banco a binco-sporco, è formato da diverse setole (da 30 a 45) piumose e fimbriate disposte su 2 - 3 serie. In alcuni casi il pappo è ridotto ad una coroncina di scaglie (acheni esterni).

## Biologia
- Impollinazione: l'impollinazione avviene tramite insetti (impollinazione entomogama tramite farfalle diurne e notturne).
- Riproduzione: la fecondazione avviene fondamentalmente tramite l'impollinazione dei fiori (vedi sopra).
- Dispersione: i semi (gli acheni) cadendo a terra sono successivamente dispersi soprattutto da insetti tipo formiche (disseminazione mirmecoria). In questo tipo di piante avviene anche un altro tipo di dispersione: zoocoria. Infatti gli uncini delle brattee dell'involucro si agganciano ai peli degli animali di passaggio disperdendo così anche su lunghe distanze i semi della pianta.

## Distribuzione e habitat
La distribuzione del genere è relativa all'Eurasia, alle isole Aleutine, all'Africa del Nord ma anche tropicale, all'Australia e alla Nuova Zelanda. In America (sia del Nord che del Sud) è considerata una specie avventizia.

## Tassonomia
La famiglia di appartenenza di questa voce (Asteraceae o Compositae, nomen conservandum) probabilmente originaria del Sud America, è la più numerosa del mondo vegetale, comprende oltre 23.000 specie distribuite su 1.535 generi, oppure 22.750 specie e 1.530 generi secondo altre fonti (una delle checklist più aggiornata elenca fino a 1.679 generi). La famiglia attualmente (2021) è divisa in 16 sottofamiglie.
Il genere Picris contiene 46 specie, quattro delle quali sono presenti nella flora spontanea italiana.

### Filogenesi
Il genere di questa voce appartiene alla sottotribù Hypochaeridinae della tribù Cichorieae (unica tribù della sottofamiglia Cichorioideae). In base ai dati filogenetici la sottofamiglia Cichorioideae è il terz'ultimo gruppo che si è separato dal nucleo delle Asteraceae (gli ultimi due sono Corymbioideae e Asteroideae). La sottotribù Hypochaeridinae fa parte del "quarto" clade della tribù; in questo clade è posizionata nel "core" del gruppo , vicina alle sottotribù Crepidinae e Chondrillinae.
I seguenti caratteri sono distintivi per la sottotribù:
- l'indumento delle piante è formato da peli grossolani;
- le setole del pappo hanno delle sporgenze laterali rigide costituite da un'unica cellula tubolare gigante.

Il nucleo della sottotribù Hypochaeridinae è l'alleanza Hypochaeris-Leontodon/Picris e formano (insieme ad altri generi minori) un "gruppo fratello". Rispetto a precedenti raggruppamenti delle Hypochaeridinae, diversi generi sono stati esclusi dalla circoscrizione rivista sulla base di recenti analisi filogenetiche molecolari. Il gruppo attualmente si presenta monofiletico (a parte l'enigmatica Prenanthes purpurea attualmente descritta nelle Lactucinae). Il genere di questa voce, nell'ambito della sottotribù occupa una posizione vicina al "core". In particolare si trova in una struttura politomica insieme al genere Helminthotheca e alla sezione Thrincia del genere Leontodon. Questa politomia insieme al resto del genere Leontodon formano un "gruppo fratello". Picris è morfologicamente vicino al genere Helminthotheca. Entrambi hanno lo stesso tipo di indumento: oltre a peli semplici e raramente ramificati, sono peculiari i peli uncinati a 2-4-forcati, simili ad àncora; l'involucro è privo di brattee reticolate e i fusti sono generalmente ramificati e frondosi (Helminthotheca si distingue per le brattee esterne uniseriate, vistosamente ingrandite, con forme da ovate a cordate).
La tassonomia di questo genere nel corso del tempo ha subito più di qualche aggiornamento in quanto le sue specie sono molto polimorfe (sono presenti specie diploidi, tetraploidi e esaploidi). Attualmente il genere è diviso in due cladi individuati biogeograficamente: (1) un primo centro di diversità nella regione del Mediterraneo occidentale-meridionale e nell'Asia mediterranea (fino al Sinai), e un secondo centro più orientale diviso a sua volta in due subcladi: (2a) Levante e Asia sud-occidentale; (2b) Asia orientale tropicale fino all'Australia e alla Nuova Zelanda. Dalle analisi di datazione molecolare Picris si è separato dal suo "gruppo fratello" (Leontodon e Helminthotheca) durante il Miocene superiore (circa 10 milioni di anni fa) e si è diviso attraverso un evento di vicarianza (isolamento geografico) in due cladi in gran parte allopatrici (Nord Africa e Mediterraneo orientale-Asia sud-occidentale).
I caratteri distintivi per le specie di questo genere sono:
- l'indumento è fatto di peli rigidi a forma d'àncora;
- le foglie sono disposte in modo alterno e i capolini sono molti;
- le brattee dell'involucro sono disposte a spirale su 2 o più serie;
- gli acheni hanno un becco corto o nullo;
- sono presenti specie diploidi, tetraploidi ed esaploidi.

Il numero cromosomico della specie è: 2n = 10.

### Specie spontanee italiane
Elenco delle specie spontanee italiane:
- 1A: il ciclo biologico delle piante è annuo; gli acheni sono lunghi 2,5 – 3 mm;

Picris rhagadioloides (L.) Desf. - Aspraggine altissimo: l'altezza della pianta varia da 1 a 5 dm; il ciclo biologico è annuo; la forma biologica è terofita scaposa (T scap); il tipo corologico è Sud Est Europeo; l'habitat tipico sono le massicciate ferroviarie; la distribuzione sul territorio italiano è relativa al nord fino ad una altitudine di 600 m s.l.m..
- 1B: il ciclo biologico delle piante è bienne o perenne; gli acheni sono lunghi 3 – 6 mm;

- 2A: le brattee involucrali sono fortemente setolose-ispide con diverse punte;

Picris hispidissima (Bartl.) W.D.J.Koch - Aspraggine ispida: l'altezza della pianta varia da 3 a 6 dm; il ciclo biologico è bienne; la forma biologica è emicriptofita bienne (H bienn); il tipo corologico è Illirico; l'habitat tipico sono gli incolti aridi; la distribuzione sul territorio italiano è relativa all'estremo nord-orientale della penisola fino ad una altitudine di 600 m s.l.m..
- 2B: le brattee involucrali non sono setolose-ispide (al massimo hanno 2 punte);

- 3A: i fusti non sono ispidi; il contorno delle foglie è dentato o sinuato; gli acheni sono lunghi 3 - 5 mm;

Picris hieracioides L. - Aspraggine comune: l'altezza della pianta varia da 3 a 8 dm; il ciclo biologico è perenne (ma anche bienne); la forma biologica è emicriptofita scaposa (H scap), ma anche emicriptofita bienne (H bienn); il tipo corologico è Eurosiberiano; l'habitat tipico sono gli incolti e lungo le vie; la distribuzione sul territorio italiano è completa fino ad una altitudine di 2.200 m s.l.m..
- 3B: i fusti sono densamente ispidi; il contorno delle foglie è pennatifido; gli acheni sono lunghi 5 - 6 mm;

Picris scaberrima Guss. - Aspraggine scabra: l'altezza della pianta varia da 3 a 8 dm; il ciclo biologico è perenne (ma anche bienne); la forma biologica è emicriptofita scaposa (H scap), ma anche emicriptofita bienne (H bienn); il tipo corologico è Endemico; l'habitat tipico sono gli incolti aridi; la distribuzione sul territorio italiano è relativa al sud fino ad una altitudine compresa tra 300 e 1.000 m s.l.m..

### Specie della zona alpina
Delle 4 specie  spontanee della flora italiana solo una (più alcune sottospecie) vivono sull'arco alpino. La tabella seguente evidenzia alcuni dati relativi all'habitat, al substrato e alla distribuzione delle specie alpine.
| Specie | Comunità vegetali | Piani vegetazionali | Substrato | pH     | Livello trofico | H2O   | Ambiente       | Zona alpina               |
| --- | ----------------- | ------------------- | --------- | ------ | --------------- | ----- | -------------- | ------------------------- |
| P. hieracioides subsp. grandiflora | 11                | montano             | Ca - Si   | neutro | medio           | medio | F3             | BZ                        |
| P. hieracioides subsp. hieracioides | 5                 | collinare montano   | Ca - Si   | basico | alto            | secco | B1 B2 B5 F2 F3 | quasi tutto l'arco alpino |
| P. hieracioides subsp. spinulosa | 5                 | collinare           | Ca - Si   | neutro | medio           | arido | B2             | AO BS BZ                  |
| P. hieracioides subsp. umbellata | 11                | montano subalpino   | Ca - Si   | neutro | alto            | umido | B2 B6 F3 G2    | CN AO TN BZ               |
| Legenda e note alla tabella. Substrato con “Ca/Si” si intendono rocce di carattere intermedio (calcari silicei e simili); vengono prese in considerazione solo le zone alpine del territorio italiano (sono indicate le sigle delle province). Comunità vegetali: 4 = comunità pioniere a terofite e succulente; 5 = comunità perenni nitrofile; 11 = comunità delle macro- e megaforbie terrestri; Ambienti: B1 = campi, colture e incolti; B2 = ambienti ruderali, scarpate; B5 = rive, vicinanze corsi d'acqua; B6 = tagli rasi forestali, schiarite, strade forestali; F1 = praterie rase xerofile mediterranee; F2 = praterie rase, prati e pascoli dal piano collinare al subalpino; F3 = prati e pascoli mesofili e igrofili; G2 = praterie rase dal piano collinare a quello alpino; |                   |                     |           |        |                 |       |                |                           |

### Specie Euro-Mediterranee
In Europa e nell'areale del Mediterraneo sono presenti le seguenti specie (a parte quelle della flora spontanea italiana):

- Picris amalecitana (Boiss.) Eig, 1938 - Distribuzione: Anatolia, Mediterraneo orientale e Egitto
- Picris asplenioides L., 1753 - Distribuzione: Africa mediterranea
- Picris babylonica  Hand.-Mazz., 1913 - Distribuzione: Israele e Giordania
- Picris bracteatus  Losa, 1929 - Distribuzione: Spagna
- Picris campylocarpa  Boiss. & Heldr., 1849 - Distribuzione: Anatolia
- Picris cupuligera  (Durieu) Walp., 1849 - Distribuzione: Spagna, Algeria e Marocco
- Picris cyanocarpa  Boiss., 1849 - Distribuzione: Israele, Giordania e Sinai
- Picris cyprica  Lack, 1975 - Distribuzione: Cipro e Anatolia
- Picris cyrenaica  (Pamp.) Lack, 1974 - Distribuzione: Libia
- Picris hispanica  (Willd.) P. D. Sell, 1976 - Distribuzione: Spagna e Africa mediterranea occidentale
- Picris kotschyi  Boiss., 1875 - Distribuzione: Anatolia e Siria
- Picris longirostris  Sch. Bip., 1839 - Distribuzione: Mediterraneo orientale
- Picris mauginiana  Pamp., 1924 - Distribuzione: Libia
- Picris olympica  Boiss., 1844 - Distribuzione: Anatolia
- Picris pauciflora Willd., 1803 - Distribuzione: dalla Francia all'Iran.
- Picris rivularis  Pau, 1898 - Distribuzione: Spagna
- Picris sinuata  (Lam.) Lack, 1977 - Distribuzione: Tunisia e Algeria
- Picris strigosa  M. Bieb., 1808 - Distribuzione: Europa orientale, Transcaucasia, Anatolia e Mediterraneo orientale
- Picris sulphurea  Delile, 1813 - Distribuzione: Egitto
- Picris willkommii  (Willk.) Nyman, 1855 - Distribuzione: Penisola Iberica

### Sinonimi
L'entità di questa voce ha avuto nel tempo diverse nomenclature. L'elenco seguente indica alcuni tra i sinonimi più frequenti:
- Choeroseris Link
- Closirospermum  Neck. ex Rupr.
- Deckera  Sch.Bip.
- Fidelia  Sch.Bip.
- Hagioseris  Boiss.
- Medicusia  Moench
- Ptilosia  Tausch
- Spitzelia  Sch.Bip.

### Generi simili
Un genere molto simile al Picris è il genere Leontodon L.. Quest'ultimo si distingue in quanto le foglie sono disposte solamente in rosetta basale e le infiorescenze sono formate quasi esclusivamente da capolini terminali unici; il pappo inoltre è persistente. Un altro genere simile è Helminthotheca Zinn formato da diverse specie un tempo appartenenti al genere Picris (come Helminthotheca aculeata (Vahl) Lack e Helminthotheca echioides (L.) Holub nel caso della flora italiana). Questo genere si distingue dal Picris per la disposizione delle squame (non ordinate a spirale) e per la presenza di un evidente becco nell'achenio.